# Loxopterygium grisebachii
Loxopterygium grisebachii är en sumakväxtart som beskrevs av William Philip Hiern och August Heinrich Rudolf Grisebach. Loxopterygium grisebachii ingår i släktet Loxopterygium och familjen sumakväxter. Inga underarter finns listade i Catalogue of Life.